# سقوط الحوت

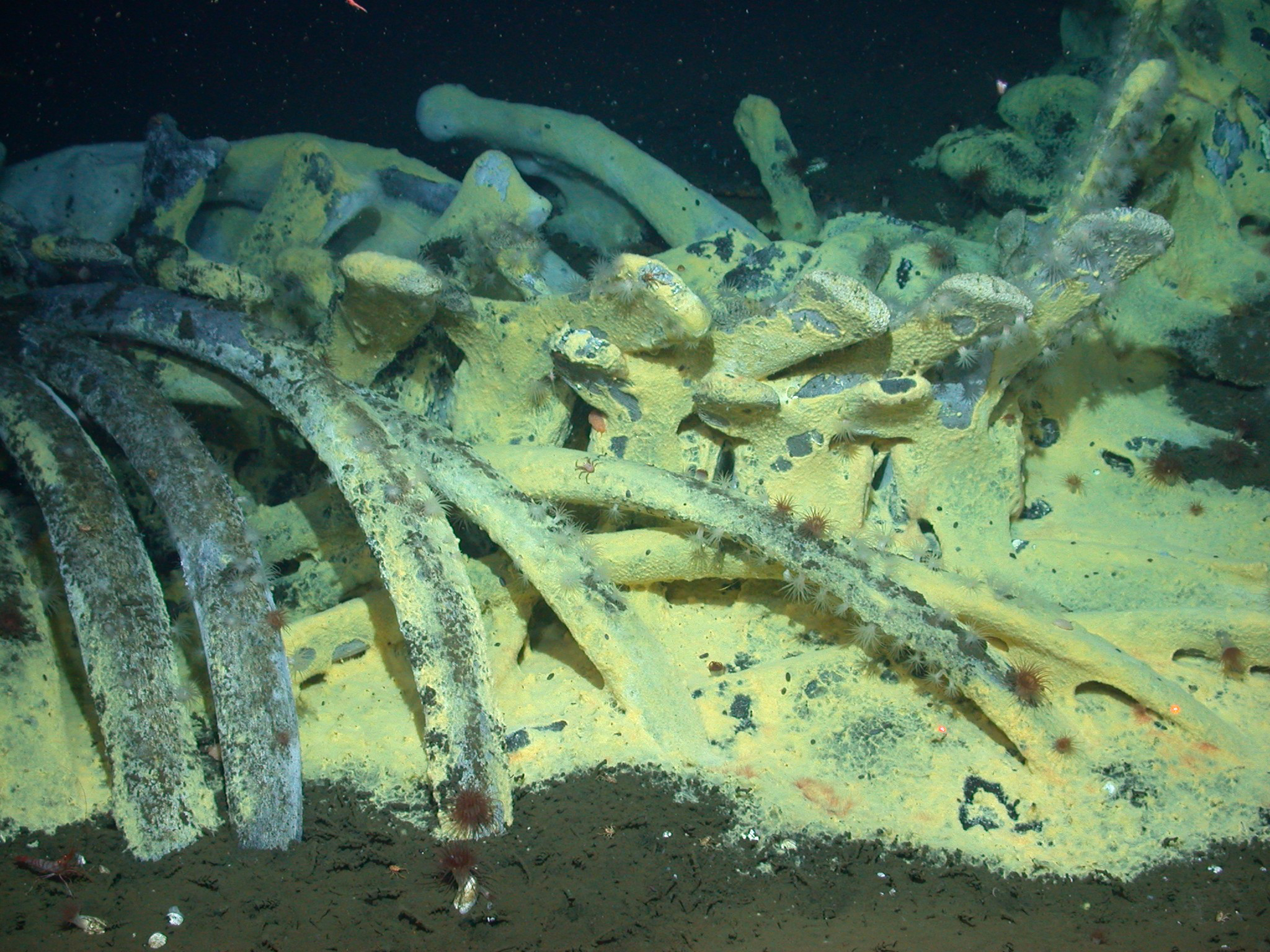
مجتمع سقوط الحيتان ذات التغذية الكيميائية في حوض سانتا كروز قبالة جنوب كاليفورنيا على عمق 1,674 m ، بما في ذلك الحصائر البكتيرية ، والبطلينوس الحويصلي في الرواسب ، وسرطان البحر الجلاثييد ، والبولينويدات ، ومجموعة متنوعة من اللافقاريات الأخرى.

يحدث سقوط الحوت whale fall عندما تسقط جثة حوت على قاع المحيط على عمق يزيد عن 1,000 م (3,300 قدم) ، في مناطق الاستحمام أو السحيقة . في قاع البحر ، يمكن لهذه الجثث أن تنتج أنظمة بيئية محلية معقدة توفر القوت للكائنات الحية في أعماق البحار لعقود. هذا على عكس المياه الضحلة ، حيث يتم استهلاك جثة الحوت من قبل الزبالين خلال فترة زمنية قصيرة نسبيًا. لوحظ سقوط الحيتان لأول مرة في أواخر السبعينيات من القرن الماضي مع تطور الاستكشاف الآلي في أعماق البحار . منذ ذلك الحين ، تم رصد العديد من السقوط الطبيعي والتجريبي للحيتان  من خلال استخدام الملاحظات من الغواصات والمركبات التي تعمل عن بعد تحت الماء ( ROVs ) من أجل فهم أنماط التعاقب البيئي في قاع البحر العميق.
يُعتقد أن سقوطو حيتان أعماق البحار هي نقاط للإشعاع التكيفي للحيوانات المتخصصة. الكائنات الحية التي تمت ملاحظتها في مواقع سقوط الحيتان في أعماق البحار تشمل الأخطبوط ، متساوي الأرجل العملاقة ، جراد البحر القرفصاء ، متعدد الأشواك ، القريدس ، الجمبري ، الكركند ، سمك الجريث ، أوسيداكس ، و سرطان البحر ، و خيار البحر ، وأسماك القرش . تم اكتشاف أنواع جديدة ، بما في ذلك بعض الأنواع التي يحتمل أن تكون متخصصة في التغذي على سقوط الحيتان. يبدو أن سقوط الحيتان يولد التنوع البيولوجي من خلال توفير نقاط انطلاق تطورية للعديد من السلالات للتحرك والتكيف مع البيئة الجديدة التي تمثل تحديًا بيئيًا. يقدر الباحثون أن 690.000 جثة و/ أو هيكل عظمي لأكبر تسعة أنواع من الحيتان في واحدة من أربع مراحل تتتالي في أي وقت. يشير هذا التقدير إلى متوسط تباعد ذلك السقوط يبلغ 12 كـم (7.5 ميل) وأقل من 5 كـم (3.1 ميل) على طول طرق الهجرة. ويفترضون أن هذه المسافة قصيرة بما يكفي للسماح لليرقات بالتشتت و الهجرة من واحدة إلى أخرى.
يمكن أن يحدث سقوط الحيتان في أعماق المحيطات المفتوحة بسبب درجات الحرارة الباردة والضغط الماء المرتفع. في المحيطات الساحلية يؤدي ارتفاع عدد الحيوانات المفترسة وكذلك المياه الأكثر دفئًا إلى تسريع تحلل جثث الحيتان. قد تطفو الجثث أيضًا بسبب الغازات المتحللة ، مما يبقي الجثة على السطح. تكون أجسام معظم الحيتان الكبيرة (التي تضم حيتان العنبر والعديد من أنواع حوت البالين  ) أكثر كثافة قليلاً من مياه البحر المحيطة بها ، وتصبح قادرة على الطفو بشكل إيجابي فقط عندما تمتلئ الرئتان بالهواء. وعندما تنكمش الرئتان يمكن أن تصل جثث الحيتان إلى قاع البحر بسرعة وبصورة سليمة نسبيًا بسبب عدم وجود كاسحات كبيرة للحيتان في عمود الماء تحتها. بمجرد الوصول إلى أعماق البحار ، تعمل درجات الحرارة الباردة على إبطاء معدلات التحلل ، وتزيد الضغوط الهيدروستاتيكية (ضغط الماء) العالية من قابلية ذوبان الغاز ، مما يسمح لسقوط الحيتان بالبقاء سليمة والغرق في أعماق أكبر.

## مساهمة في المضخة البيولوجية
كمية الكربون المقيدة في جثة حوت واحد نموذجية (حوالي طنين من الكربون لجثة نموذجية تزن 40 طنًا) تعادل تقريبًا كمية الكربون المصدّرة إلى هكتار من قاع المحيط السحيق خلال 100-200 سنة. هذه الكمية من المواد العضوية التي تصل إلى قاع البحر في وقت واحد تخلق نبضًا مكافئًا لحوالي 2000 عام من تدفق الكربون في الخلفية في 50 مترًا مربعًا من الرواسب تحت سقوط الحوت مباشرة. يساعد هذا في الحفاظ على بنية المجتمع البكتيري والحيواني التي تتطور حول سقوط الحوت ، ولكن له أيضًا آثارا محتملة على المضخة البيولوجية ، أو تدفق المواد العضوية من سطح المحيط إلى العمق.
تتغذى الحيتان وبعض الحيوانات البحرية الكبيرة الأخرى على مجموعات كبيرة من العوالق الحيوانية وتتبعها للحصول على القوت. استنادًا إلى الهيكل الغذائي البسيط ، قد يعني هذا أن الحيتان وغيرها من مغذيات العوالق الحيوانية الكبيرة يمكن العثور عليها بكثرة حول مناطق الإنتاج الأولي المرتفع ، مما يجعلهم من المصدرين المهمين للكربون إلى الأعماق من خلال سقوط الغذاء. تشير نماذج المضخات البيولوجية إلى أن كمية كبيرة من امتصاص الكربون من أعماق البحار لا يتم توفيرها بواسطة الكربون العضوي الجزيئي POC وحده ، ويجب أن تأتي من مصدر آخر. يساهم التأفق الجانبي للكربون ، خاصة في المناطق الساحلية ، في هذا النقص في النموذج ، لكن تساقط الغذاء هو أيضًا مصدر آخر للكربون العضوي في أعماق المحيطات. تفترض نسب مختلفة من مساهمة سقوط الغذاء في إجمالي تدفق الكربون إلى أعماق المحيط ، وتتراوح من 0.3٪  إلى 4٪.
هناك أدلة متزايدة على أن مساهمة الغذاء تقع في تدفق الكربون في أعماق المحيطات أكبر مما هو مقترح في الأصل ، خاصة على النطاق المحلي في المناطق ذات الإنتاجية الأولية العالية. لسوء الحظ ، من الصعب قياس مساهمات الغذاء في المضخة البيولوجية والاعتماد على بعض الدراسات المصادفة للسقوط المكتشف  وكذلك الجثث المزروعة  مع اعتماد الكثير من دراسات تدفق الكربون في أعماق البحار على فخاخ رواسب .

## الاكتشاف

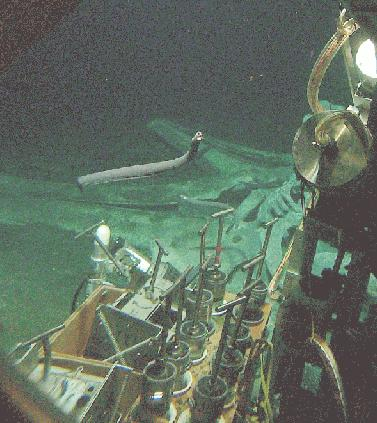
يقع هيكل عظمي لحوت رمادي في قاع البحر في حوض سانتا كروز بينما تسبح سمكة الهاغ على مرأى من غواصة البحرية الأمريكية " ألفين " الغارقة في أعماق البحر.

أول مؤشر على أن جيف الحيتان يمكن أن يستضيف مجتمعات حيوانية متخصصة حدث في عام 1854 ، عندما تم استخراج نوع جديد من بلح البحر من قطعة من شحم الحوت العائم. بحلول الستينيات من القرن الماضي ، استعادت سفن الصيد في أعماق البحار - عن غير قصد - أنواعًا أخرى من الرخويات الجديدة ، بما في ذلك حيوانات البطلينوس (المسماة Osteopelta ) المرتبطة بعظام الحيتان.
تم اكتشاف أول سقوط مسجل للحوت السحيق من قبل غواصو حوض الأعماق في البحرية الأمريكية "إل تي كين هانسون" ، والقائد الرئيسي جورج إليس و "إل تي توم فيتر "أأثناء الغوص في حوض الاستحمام ترييستي II (DSV-1) في 19 فبراير 1977. ظل الهيكل العظمي لجثة الحوت ، الذي كان خاليًا تمامًا من الأنسجة العضوية ، سليماً وانهار منبسطًا في قاع البحر. وعثرت الغواصة على عظم الفك والأضلاع . اعتبر الحوت حوتًا رماديًا استنادًا إلى حجم العظام والهيكل العظمي وقلة الأسنان وموقعه غرب سانتا كاتالينا.
تم اكتشاف النظام البيئي الأول لسقوط الحيتان ، والذي تضمن مجموعة حيوية ذاتية التغذية تعيش على الأيض اللاهوائي للمواد العضوية في عظام الحيتان ، من قبل فريق من العلماء بقيادة عالم المحيطات بجامعة هاواي "كريج سميث" في عام 1987. لاحظ DSV Alvin البقايا باستخدام سونار المسح عند 1,240 م (4,070 قدم) في حوض كاتالينا وجمع أول صور فوتوغرافية وعينات من الحيوانات والميكروبات من هذا المجتمع الغريب.

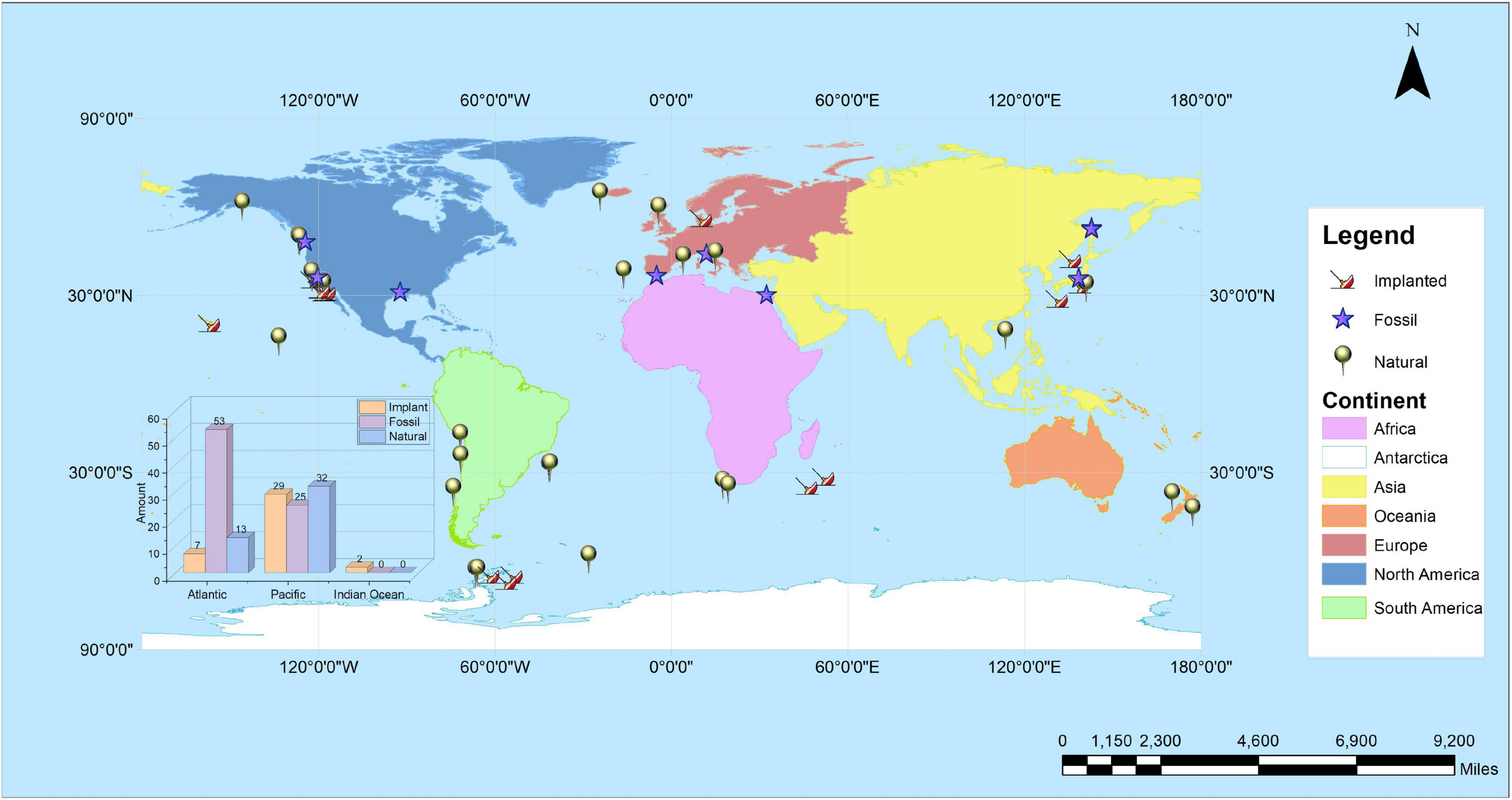
توزيع مواقع سقوط الحيتان المعروفة حاليًا في العالم. (مايو 2022)

تم العثور على العديد من سقوط الحيتان الأخرى منذ ذلك الحين من قبل المزيد من الباحثين ومستكشفي أعماق البحار وكذلك الغواصات البحرية. ترجع الزيادة في الاكتشاف إلى حد كبير إلى استخدام سونار المسح الجانبي المتطور والذي يمكنه فحص قاع المحيط بدقة بحثًا عن تجمعات كبيرة من المادة. حددت دراسة أجريت عام 2022 45 حوتًا طبيعيًا معروفًا ، و 38 منها مزروعة ، و 78 حفرية معظمها في المحيط الهادئ وكذلك عددًا كبيرًا من الأحفورات في المحيط الأطلسي.

## علم البيئة

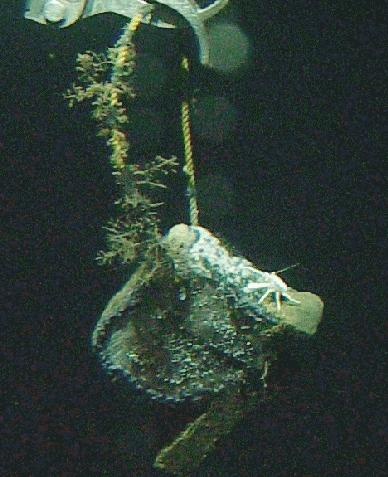
عظام حوت يتم انتشالها من قاع حوض سانتا كاتالينا بعد خمس سنوات من وضعها التجريبي. يحتوي سطح العظم على بقع من الحصير الجرثومي الأبيض وجراد البحر. أنبتت Hydroids على حلقة الخط الأصفر المتصلة بالعظم.

يوجد سقوط الحيتان بشكل غير متجانس في جميع أنحاء الأماكن والأزمنة ، مع التركيز على مسيرات هجرة الحيتان. يوجد الكثير من التداخل الحيواني في سقوط هذه الحيتان عبر المحيطات. ينتمي بلح البحر والمحار فيزيكوميد إلى مجموعات تحتوي على بكتيريا تتغذى كيميائيا ، والتي يمكنها استخلاص الطاقة من المواد الكيميائية غير العضوية ، مثل الكبريت. قبل اكتشاف وجودها في سقوط الحيتان ، كانت الكائنات الوحيدة المعروفة لهذه المجموعات هي الخشب الغارق والفتحات الحرارية المائية . وبالمثل كان من المعروف سابقًا أن البطلينوس لوسينيد يعيش فقط على تسرب الكربون ورواسب قاع البحر ناقصة الأوكسجين . يعمل أوزيداكس Osedax ، وهو جنس من الديدان متعددة الأشواك في أعماق البحار ، كمشكلين للنظام الإيكولوجي عن طريق إفراز احماض لتآكل عظام الحيتان وامتصاص العناصر الغذائية المحبوسة بداخلها. هذا يعزز التنوع البيولوجي في أعماق البحار عن طريق زيادة انتشار الماء في مصفوفة العظام وتسهيل استعمار مصفوفة العظام من قبل الأنواع الحيوية النادرة. أوزيداكس لها تأثيرات أكثر دراماتيكية في الهياكل العظمية الجديدة ، والتي ليست متكلسة بشكل جيد مثل الهياكل العظمية كبيرة السن.
في مواقع سقوط الحيتان ، من الشائع أن ترى ما بين ثلاثة وخمسة مستويات غذائية موجودة ، مع مصدرين رئيسيين للتغذية يشكلان قاعدة الشبكة الغذائية. يمكن أن تحتوي جثث الحيتان البالغة على ما يصل إلى خمسة مستويات غذائية ، في حين أن صغار الحيتان تحتوي عادةً على ثلاثة مستويات فقط.
تُظهر الدراسات الحديثة أيضًا اتجاهًا محتملاً لـ "التقسيم المزدوج المخصص" ، حيث تميل كائنات التغذية على الجثث إلى الوصول إلى كثافة الذروة على الجثة أثناء النهار وتكون الحيوانات المفترسة أكثر تواجدًا أثناء الليل ، مما يقلل المنافسة بين المجموعتين الغذائيتين. هناك أيضًا اتجاه محتمل في أنماط المد والجزر وحدوث الأنواع ، مما يشير إلى أن المد والجزر يلعب دورًا في التقسيم المتخصص أيضًا.
توجد أنظمة بيئية مماثلة عندما تسقط كميات كبيرة أخرى من المواد الغنية بالمغذيات في قاع البحر. تخلق الأسرة الغارقة من عشب البحر سقوط عشب البحر ، ويمكن للأشجار الكبيرة أن تغرق لتشكل سقوط الخشب. وفي السنوات الأخيرة ، وفرت حطام السفن أيضًا قواعدا لمجتمعات المياه العميقة. في النظم البيئية التي تشكلت بعد سقوط الحيتان توجد أربعة مراحل من التعاقب البيئي.

### مراحل النظام البيئي
هناك أربع مراحل من التحلل مرتبطة بسقوط الحوت. تختلف هذه المراحل في المدة وتتداخل مع بعضها البعض مع حجم الجثة وعمق المياه والمتغيرات البيئية الأخرى ، مثل تدفق المد والجزر. يبدو أن سقوط الحيتان الكبيرة السليمة تمر عبر مراحل التحلل الأربع ، بينما قد يتقصر مراحل تحلل جثث أصغر . لا تخضع الحيتان الصغيرة ، مثل خنازير البحر والدلافين ، لنفس مراحل التعاقب البيئي نظرًا لصغر حجمها وانخفاض محتواها من الدهون. يعتقد الباحثون أن وجود ديدان أوزيداكس قد يكون أيضًا عاملاً مساهماً في الاختلافات المتتالية الملحوظة.

#### المرحلة 1
تبدأ الفترة الأولى مع "الزبالين المتنقلين" مثل أسماك الهاغ وأسماك القرش النائمة الذين يستهلكون بنشاط الأنسجة الرخوة من الذبيحة. يمكن أن يكون الاستهلاك بمعدل 40–60 كيلوغرام (88–132 رطل) في اليوم. تستمر هذه المرحلة عادة أشهر تصل إلى 1.5 سنة.

#### المرحلة الثانية
المرحلة الثانية تتقدم مجموعة "انتهازية الإثراء". هذه هي الحيوانات التي تستعمر العظام والرواسب المحيطة بها والتي تلوثت بالمواد العضوية من الذبيحة وأي نسيج آخر تركه "الزبالون". يمكن أن تستمر هذه المرحلة من أشهر حتى 4.5 سنوات.

#### المرحلة الثالثة
في المرحلة الثالثة ، تقوم البكتيريا المحبة للسلفوفيليك بتفكيك لا هوائي للدهون الموجودة في العظام. بدلاً من الأكسجين ، فإنها تقلل من الكبريتات الذائبة (SO42-
) وتفرز كبريتيد الهيدروجين . بسبب سمية H2S تعيش البكتيريا المقاومة للتركيب الكيميائي فقط. وتوفر الحصائر البكتيرية الغذاء لبلح البحر والمحار والبطلينوس والقواقع البحرية. نظرًا لأن عظام الحوت غنية بالدهون ، والتي تمثل من 4 - 6٪ من وزن الجسم ، يمكن أن تستمر مرحلة الهضم النهائية ما بين 50 وربما 100 عام.

#### المرحلة الرابعة
يفترض بعض العلماء وجود مرحلة رابعة من التعاقب البيئي في مواقع سقوط الحيتان ، تسمى "مرحلة الشعاب المرجانية". يدخل سقوط الحوت هذه المرحلة بمجرد استنفاد المركبات العضوية وتبقى المعادن فقط في العظام ، التي توفر ركيزة صلبة للمتغذيات العليقة والكائنات التي تقوم بالترشيح.

### تكوين الميثان
يمكن أن تحدث أيضًا عملية تسمى تكوين الميثان من سقوط الحيتان. يمكن أن تكون العتائق التي تنتج الميثان وفيرة في الرواسب المنقوصة الأكسجين ، ولكنها لا توجد عادةً بالتزامن مع البكتيريا التي تقلل الكبريت الموجودة عند سقوط الحيتان. ومع ذلك فإن سقوط الحيتان تدعم كلاً من البكتيريا التي تعمل على تقليل الكبريت والعتائق المنتجة للميثان ، مما يؤدي إلى استنتاج أن المنطقة ليست محدودة مانحًا للإلكترون ، و / أو أن هناك حدًا أدنى من المنافسة أو لا يوجد أي منافسة مناسبة على الركيزة . يمكن العثور على تدرجات تركيز كل من الكبريتيد والميثان حول سقوط الحيتان ، حيث يأتي أعلى تركيز على بعد متر واحد من الجثة ، وهو أعلى بعدة مرات من تركيزات الرواسب المحيطة. يبدو أن تكوين الميثان يحدث فقط في الرواسب على عكس اختزال الكبريت ، والذي يحدث في كل من الرواسب وعظام الذبيحة. تـُعد إستمرار انخفاض تركيز الكبريت في كل من الرواسب وعظام الحيتان عالية الدهون عاملاً رئيسيًا في قدرة سقوط الحيتان في الحفاظ على مجتمعات أعماق البحار لفترات طويلة من الزمن.

## علم الحفريات
تشمل أحافير سقوط الحيتان من أواخر العصر الأيوسيني وأوليجوسين (قبل 34–23 مليون سنة ) في واشنطن ومن البليوسين في إيطاليا المحار الذي سكن أيضًا في بيئات لا تتخلق فيها كيميائيات . لا تظهر الحيوانات ذات التركيب الكيميائي فقط حتى العصر الميوسيني (قبل 23-5 مليون سنة) في كاليفورنيا واليابان. قد يكون هذا بسبب انخفاض محتوى الدهون في عظام الحيتان المبكرة. مع تطور حيتان ما قبل التاريخ لتعيش في المياه السطحية وتغوص أعمق ، تضمنت التغييرات الهيكلية في تركيبها زيادة الحجم وتقليل كثافة العظام ومحتوى دهني أعلى. أدى هذا المحتوى الدهني المتزايد إلى إنشاء مجتمعات التخليق الكيميائي في أعماق البحار.
يشير اكتشاف أوستوبيلتا <a href="https://en.wikipedia.org/wiki/Osteopelta" rel="mw:ExtLink" title="Osteopelta" class="cx-link" data-linkid="192">Osteopelta</a> في عظم السلحفاة النيوزيلندية الإيوسينية إلى أن هذه الحيوانات تطورت قبل الحيتان ، بما في ذلك الزواحف التي تعيش في الدهر الوسيط (قبل 251-66 مليون سنة). قد يكونوا قد نجوا في التسربات ، وسقوط الأخشاب وفتحات التهوية أثناء انتظار فجوة 20 مليون سنة بين انقراض الزواحف وظهور الحيتان. الاحتمال الآخر هو أن هذه الأحافير تمثل مسارًا تطوريًا مسدودًا سابقًا ، وأن حيوانات سقوط الحيتان اليوم تطورت بشكل مستقل.

## التأثيرات البشرية

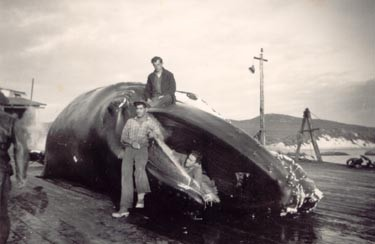
صائدو الحيتان مع حوت اصطادوه مؤخرًا.

لقد تم اقتراح أن صناعة صيد الحيتان كان لها تأثير على المضخة البيولوجية من خلال القضاء على العديد من الحيتان الكبيرة ، مما قلل من كمية سقوط الحيتان. آثار ذلك على تجمعات مجتمع سقوط الحيتان القاعية ليست مفهومة جيدًا. ومع ذلك يُقترح أن إختفاء الحيتان الكبيرة ربما قللت من إجمالي الكتلة الحيوية في أعماق البحار بأكثر من 30٪. خزنت الحيتان كميات هائلة من الكربون التي تم انتشارها إلى أعماق البحار أثناء أحداث سقوط الحيتان. وبالتالي ، قلل صيد الحيتان أيضًا من قدرة أعماق البحار على عزل الكربون. يمكن عزل الكربون لمئات إلى آلاف السنين في أعماق البحار ، ودعم المجتمعات القاعية. تشير التقديرات إلى أنه من حيث عزل الكربون ، فإن كل حوت يعادل آلاف الأشجار.

## على النقيض من سقوط أغذية كبيرة أخرى
كانت هناك أيضًا دراسات تستند إلى جثث الفقاريات البحرية الأخرى غير الثديية التي سقطت في أعماق البحار. على وجه الخصوص ، أدى اكتشاف جثة سمكة قرش الحوت وثلاثة جثث من الـ موبوليد بالصدفة إلى ملاحظات على المجتمعات التي تشكل سقوط إلاسموبرانش كبيرة بدلاً من سقوط الحيتان. تعيش أسماك قرش الحوت في المياه التي يبلغ عمقها حوالي 1000 متر بشكل منتظم ، مما يشير إلى أنه يمكن أن يكون شكلاً منتظماً من الغذاء يسقط في المناطق التي يتواجد فيها بكثرة. تم العثور على العديد من ثعابين السمك حول سمكة قرش الحوت مع بعض الأدلة على التغذية المباشرة ، حيث لوحظ وجود حفر في الجثة. تشير نظرية أخرى إلى أن ثعابين السمك كانت تنتظر فريستها الرئيسية ومزدوجات الأرجل وغيرها من الحيوانات القاعية الصغيرة. كانت الكائنات الثلاثة التي تم العثور عليها في مراحل مختلفة من التحلل ، مما أدى إلى وجود تجمعات مختلفة حول كل منها . تم العثور على وفرة أكبر من "الزبالين" المحيطين ببعض الأفراد الأكثر سلامة ، بما في ذلك الزبالون النموذجيون لسقوط الحيتان مثل سمك الجريث. لوحظ حول الفرد الأقل سلامة وجود حصير بكتيري في منطقة التخصيب ، ولكن لم يتم رؤية محار أو بلح البحر لسقوط الحيتان.
بشكل عام ، لم تظهر الجثث الأربع التي تمت ملاحظتها أي دليل على التقدم بعد مرحلة قيام الزبالين بتغذيتهم. من المحتمل أن تؤدي قيود الحجم ، وكذلك الاختلافات الفسيولوجية بين الخياشيم الكبيرة والحيتان ، إلى التغييرات التي لوحظت في المجتمعات المحيطة بجثثها. تتمتع ديدان أوزيديكس Osedax بالقدرة على استخراج الكولاجين من العظام وكذلك الدهون ، مما يمكنها من الحفاظ على عظام أخرى غير بقايا الحيتان الغنية بالدهون. على الرغم من عدم العثور على أوزيديكس على بقايا غير الثدييات في هذه الدراسة ، فقد يكون غيابها بسبب توقيت المشاهدة ، ولم تكن ديدان أوزيديكس قد استعمر ت الجثث بعد. توصلت الدراسات المختلفة التي أجريت على الحيتانيات الأصغر وسقوط أغذية الفقاريات البحرية الأخرى إلى استنتاجات مماثلة مفادها أن هذه السقوط تجلب كمية كبيرة من المواد العضوية الجديدة إلى العمق ، ولكنها تدعم في الغالب مجتمع الزبالين ، على عكس التجمعات المتنوعة التي شوهدت عند سقوط الحيتان. يمكن استخلاص هذا الاستنتاج بناءً على معرفة أن الحيتان الكبيرة تحتوي على نسبة دهون أعلى بكثير في تكوينها الكتلي ونخاع العظام ، مما يدعم مجتمعات الكائنات المتنوعة الموجودة على التوالي عند سقوط الحيتان.
قارن الباحثون جثث الصربود بأحداث سقوط الحيتان الحديثة ، مدركين أن الصربوديات وصلت إلى حجم الحيتان الحديثة. ربما كانت جثث الصربود عبارة عن خزانات غنية بالطاقة ، ولأنها لم تطفو لمسافات طويلة ، فقد تكون الموارد الأساسية للعديد من الديناصورات الأرضية آكلة اللحوم.

## أنظر أيضا
- مجتمعات أعماق البحار
- الثلج البحري
- ديتريتيفور
- شلالات جيلي
- صيد الحيتان
- أوسيداكس
- تنحية الكربون
- خشب أعماق البحار

## روابط خارجية
- ورقة سميث وباكو 2003 عن بيئة سقوط الحيتان (جامعة هاواي)
- مقال من برنامج أبحاث تحت سطح البحر التابع لـ NOAA (NURP) نسخة محفوظة 3 November 2017 على موقع واي باك مشين.
- روبن ميدوز ، "حوت حكاية"
- (Science Daily) ، جامعة كاليفورنيا ، بيركلي ، "الحوت الأحفوري يضع حدًا على أصل عظام الحيتان الزيتية والعائمة الطافية" 14 سبتمبر 2007

قالب:Aquatic ecosystem topics